# Войнишки паметник (Боснек)
Войнишкият паметник в село Боснек, област Перник е издигнат в памет на загиналите в Балканската, Междусъюзническата, Първата и Втората световни войни.
Изграден е от мрамор, с височина 200 cm и ширина 150 cm. Върху паметника е поставен метален кръст с височина 80 cm. Издигнат е от признателните жители на Боснек в центъра на селото.

## Списък на загиналите
На паметника са изписани имената на загиналите във войните.

### 1912 – 1913 г.
- Боне Ст. Достин
- Евтим В. Антов
- Златко Р. Ристин
- Игнат М. Янкулов
- Кольо Т. Димов
- Ване М. Изворски
- Тодор П. Стоянов

### 1915 – 1918 г.
- Филип М. Шарков
- Георги Т. Димов
- Петър Т. Ладжов
- Петър М. Антов
- Стоил С. Натев
- Стоян И. Конакчийски
- Стефан Тр. Радибоин
- Тиме В. Антов
- Тодор И. Богоин
- Христо Б. Димов
- Яне С. Натев
- Благой В. Шарков
- Васил И. Булгурджийски
- Георги Г. Ваташки
- Иван Хр. Влахов
- Милан Ив. Джамбазки
- Стоил М. Влахов
- Греце Р. Сопин
- Стойне А. Достин
- Тако К. Ристин
- Христо Н. Достин
- Лазар Ст. Достин
- Стоил Р. Русимов
- Михал Н. Гусев

### 1941 1945 г.
- Рангел И. Стоянов
- Петър В. Пешов
- Стоил Д. Богоин
- Никола Б. Брадварски